# Rondo, Göteborg

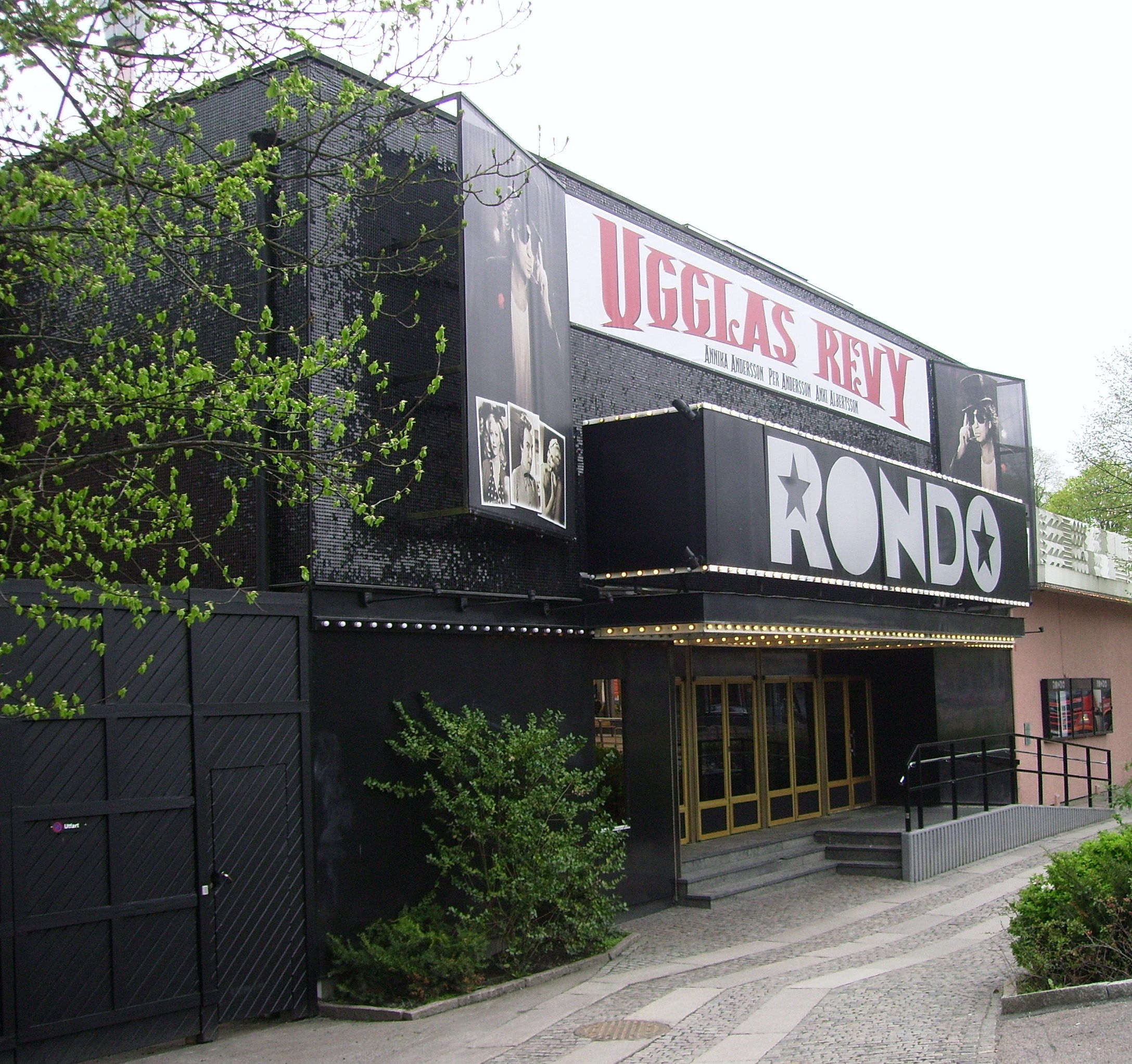
Rondo

Rondo (tidigare Rotundan) invigdes den 10 januari 1940 och var under många år ett av Göteborgs mest välbesökta danspalats, där många av Sveriges största dansband spelade. 
År 1956 byggdes Rotundan om till dansrestaurang och Lisebergs Restaurant AB tog över driften. Två år senare ändrades namnet till Rondo.
I mars 1990 sändes Melodifestivalen från Rondo med Carin Hjulström som programledare. 1990 var också året som Rondo fyllde 50 år. Boken ”Nöjesvirvlar – från Rota till Rondo” av Gunnar Möllerstedt gavs ut i samband med jubileet.
År 1997 byggdes Rondo om till showkrog, där artister som Lena Philipsson, Magnus Uggla, Lill-Babs, After Dark, Sven-Ingvars, Christer Sjögren och Kikki, Bettan & Lotta har gjort krogshower.
På marken där Rondo byggdes låg tidigare ett sockerbruk.